# Phyllotreta astrachanica
Phyllotreta astrachanica là một loài bọ cánh cứng trong họ Chrysomelidae. Loài này được Lopatin miêu tả khoa học năm 1977.